# Teodor Černý
Teodor Černý (Kadaň, 18 de enero de 1957) es un deportista checoslovaco que compitió en ciclismo en la modalidad de pista, especialista en la prueba de persecución por equipos.
Participó en los Juegos Olímpicos de Moscú 1980, obteniendo la medalla de bronce en la prueba de persecución por equipos (junto con Martin Penc, Jiří Pokorný y Igor Sláma).
Ganó una medalla de oro en el Campeonato Mundial de Ciclismo en Pista de 1986, en persecución por equipos.

## Medallero internacional
| Juegos Olímpicos   | Juegos Olímpicos                  | Juegos Olímpicos  | Juegos Olímpicos            |
| Año                | Lugar                             | Medalla           | Competición                 |
| ------------------ | --------------------------------- | ----------------- | --------------------------- |
| 1980               | Moscú (URSS)                      | Medalla de bronce | Persecución por equipos     |
| Campeonato Mundial |                                   |                   |                             |
| Año                | Lugar                             | Medalla           | Competición                 |
| 1986               | Colorado Springs (Estados Unidos) | Medalla de oro    | Persecución por equipos (A) |